# Gilbdrossel
Die Gilbdrossel (Turdus grayi) oder Schlichtdrossel ist ein Singvogel aus der Familie der Drosseln (Turdidae). Seit 1977 ist die Gilbdrossel der Nationalvogel von Costa Rica. In Costa Rica wird sie „yigüirro“ genannt.

## Beschreibung
Der lehmfarbene Vogel hat einen gelben Schnabel und rotbraune Irisringe. Die Gilbdrossel erreicht eine Körperlänge von 23 bis zu 27 Zentimetern und ein Gewicht von 65 bis 86 Gramm.

## Lebensraum
Die Art kommt hauptsächlich in Costa Rica, Mexiko und im nördlichen Kolumbien vor. Sie lebt in offenem Gelände und lichten Wäldern bis in Höhenlagen von 2.450 Meter.

## Ernährung
Die Gilbdrossel ernährt sich hauptsächlich von Früchten, Insekten und Stummelfüßern, verschmäht aber auch kleinere Echsen nicht.

## Fortpflanzung
Das Weibchen legt zwei bis vier Eier, welche etwa zwei Wochen bebrütet werden, bis die Jungvögel schlüpfen.

## Unterarten
Es sind neun Unterarten anerkannt:
- Turdus grayi tamaulipensis (Nelson, 1897)[4] kommt im südlichen Texas und dem nordöstlichen und östlichen Mexiko vor
- Turdus grayi microrhynchus Lowery & Newman, RJ, 1949[5] ist in Zentralmexiko verbreitet.
- Turdus grayi lanyoni Dickerman, 1981[6] kommt im südlichen Mexiko, im nördlichen Guatemala und südlichen Belize vor.
- Turdus grayi yucatanensis Phillips, AR, 1991[7] ist im südöstlichen Mexiko und nördlichen Belize verbreitet.
- Turdus grayi linnaei Phillips, AR, 1966[8] kommt am Pazifik im südlichen Mexiko vor.
- Turdus grayi grayi Bonaparte, 1838[9] ist im extremen Süden Mexikos und westlichen Guatemala verbreitet.
- Turdus grayi megas Miller, W & Griscom, 1925[10] ist vom westlichen Guatemala bis Nicaragua verbreitet.
- Turdus grayi casius (Bonaparte, 1855)[11] kommt in Costa Rica bis in den Nordwesten Kolumbiens vor.
- Turdus grayi incomptus (Bangs, 1898)[12] ist im Norden Kolumbiens verbreitet.